# Virgínia Barbosa de Souza
Virgínia Barbosa Wanderley é a primeira representante de Minas Gerais a ser coroada Miss Brasil Internacional, em 1967. É também a quarta representante da Região Sudeste a ostentar esse título, após Julieta Strauss em 1962, Vera Lúcia Couto dos Santos em 1964 e Sandra Rosa em 1965.
No entanto, ficou em quarto lugar no Miss Brasil 1966, já que a cearense Francy Carneiro Nogueira, que representaria o Brasil no Miss Internacional, não viajou para Long Beach, visto que nesse ano não houve eleição de Miss Internacional.
No concurso de Miss Internacional, Virgínia foi uma das semifinalistas.